# Tommy Refenes
Tommy Refenes est un créateur de jeu vidéo américain. Il est notamment connu pour son travail sur Super Meat Boy, un jeu de plates-formes développé avec Edmund McMillen (sous le label Team Meat).

## Ludographie
- 2000 : nail jesus to the cross!!
- 2000 : Bitch Hunt
- 2008 : Owl Country
- 2008 : Grey Matter
- 2009 : Beat! Music Memory Match
- 2009 : Free Money* Scratch n'Win
- 2009 : Zits and Giggles
- 2010 : HoopWorld
- 2010 : Super Meat Boy
- 2020 : Super Meat Boy Forever
- Annulé : Mew-Genics
- Annulé : Goo!